# جگوار ایکس‌کی

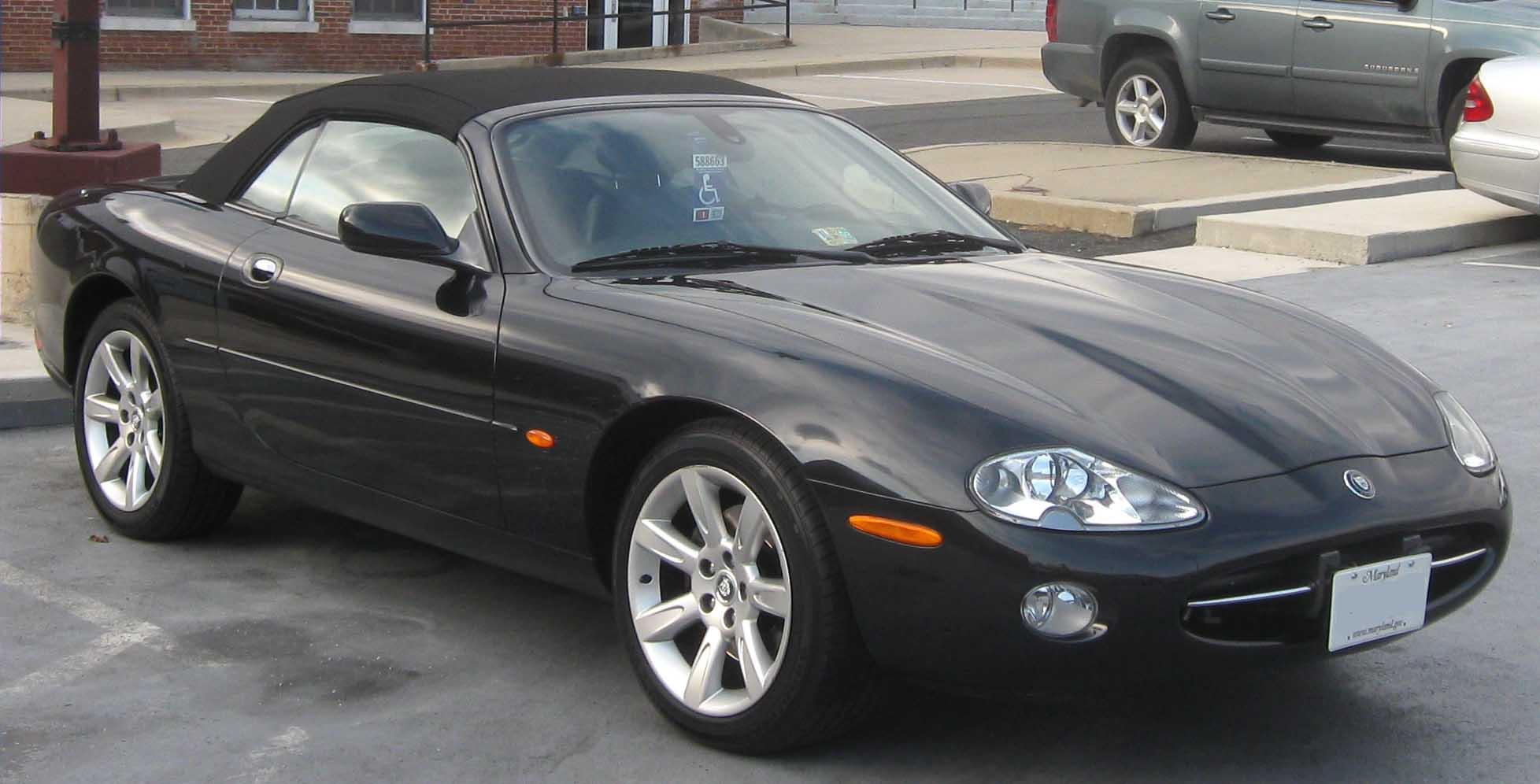

جگوار ایکس‌کا (Jaguar XK) خودرویی است که از سال ۱۹۹۶ تا کنون تولید شده‌است.
این خودرو در کلاس خودرو GT قرار گرفته، طراحی آن خودروهای موتور جلو-محور عقب بوده است.